# Савен
Саве́н (фр. Savennes) — коммуна во Франции, находится в регионе Лимузен. Департамент коммуны — Крёз. Входит в состав кантона Гере-Юго-Западный. Округ коммуны — Гере.
Код INSEE коммуны — 23170.

## Население
Население коммуны на 2010 год составляло 216 человек.
| 1962 | 1968 | 1975 | 1982 | 1990 | 1999 | 2010 |
| ---- | ---- | ---- | ---- | ---- | ---- | ---- |
| 177  | 151  | 103  | 176  | 225  | 212  | 216  |

## Экономика
В 2010 году среди 153 человек трудоспособного возраста (15—64 лет) 115 были экономически активными, 38 — неактивными (показатель активности — 75,2 %, в 1999 году было 75,2 %). Из 115 активных жителей работали 108 человек (54 мужчины и 54 женщины), безработных было 7 (1 мужчина и 6 женщин). Среди 38 неактивных 12 человек были учениками или студентами, 17 — пенсионерами, 9 были неактивными по другим причинам.